# Park Kun-ha
Park Kun-ha (en hangul, 박건하; en hanja, 朴 建夏; nacido el 25 de julio de 1971 en Daejeon) es un exfutbolista y actual entrenador surcoreano. Si bien jugaba de delantero en sus inicios, luego lo hizo como defensa, y su último club fue el Suwon Samsung Bluewings de Corea del Sur. Actualmente dirige a este mismo equipo.
Park desarrolló la mayor parte de su carrera en Suwon Samsung Bluewings. Además, fue internacional absoluto por la Selección de fútbol de Corea del Sur y disputó las eliminatorias para la Copa Mundial de la FIFA 1998.

## Carrera
Comenzó su trayectoria profesional en 1996 como uno de los miembros fundadores de Suwon Samsung Bluewings. Al principio, jugaba como delantero y marcó muchos goles, con los que ayudó a los Bluewings a obtener el campeonato en 1998 y 1999, además de la Copa de Campeones de Asia y la Supercopa de Asia en 2001 y 2002, respectivamente. Luego, cambió su posición a defensor y llevó a los Bluewings a ganar su tercer campeonato en la historia.
Park se retiró en 2006 y se convirtió en entrenador asistente del primer equipo en el Suwon Bluewings. En 2009, pasó a ser el director técnico del equipo sub-18 de Suwon Bluewings (Maetan High School Football Club).
Con Bluewings, obtuvo tres campeonatos de la K-League y también ganó el Premio al Novato del Año en la temporada 1996.

## Trayectoria

### Clubes como futbolista
| Club                      | País          | Año         |
| ------------------------- | ------------- | ----------- |
| E-Land                    | Corea del Sur | 1994 - 1995 |
| Suwon Samsung Bluewings   | Corea del Sur | 1996 - 2006 |
| Kashiwa Reysol (préstamo) | Japón         | 2000        |

### Selección nacional como futbolista
| Selección | País          | Año         |
| --------- | ------------- | ----------- |
| Absoluta  | Corea del Sur | 1996 - 1998 |

### Clubes como entrenador
| Club                                         | País          | Año             |
| -------------------------------------------- | ------------- | --------------- |
| Suwon Samsung Bluewings (asistente)          | Corea del Sur | 2007 - 2008     |
| Suwon Samsung Bluewings sub-18               | Corea del Sur | 2008 - 2010     |
| Suwon Samsung Bluewings Reserves (asistente) | Corea del Sur | 2010            |
| Seoul E-Land                                 | Corea del Sur | 2016 - 2017     |
| Dalian Yifang (asistente)                    | China         | 2019            |
| Suwon Samsung Bluewings                      | Corea del Sur | 2020 - Presente |

### Selección nacional como entrenador
| Selección            | País          | Año         |
| -------------------- | ------------- | ----------- |
| Sub-23 (asistente)   | Corea del Sur | 2011 - 2012 |
| Absoluta (asistente) | Corea del Sur | 2013 - 2016 |

## Estadísticas

### Como futbolista

#### Clubes
| Rendimiento de club | Rendimiento de club     | Rendimiento de club | Liga  | Liga  |
| Año                 | Club                    | Liga                | Part. | Goles |
| Corea del Sur       | Corea del Sur           | Corea del Sur       | Liga  | Liga  |
| ------------------- | ----------------------- | ------------------- | ----- | ----- |
| 1996                | Suwon Samsung Bluewings | K-League            | 34    | 14    |
| 1997                | Suwon Samsung Bluewings | K-League            | 19    | 2     |
| 1998                | Suwon Samsung Bluewings | K-League            | 22    | 2     |
| 1999                | Suwon Samsung Bluewings | K-League            | 39    | 12    |
| 2000                | Suwon Samsung Bluewings | K-League            | 19    | 6     |
| Japón               | Japón                   | Japón               | Liga  | Liga  |
| 2000                | Kashiwa Reysol          | J1 League           | 5     | 1     |
| Corea del Sur       | Corea del Sur           | Corea del Sur       | Liga  | Liga  |
| 2001                | Suwon Samsung Bluewings | K-League            | 30    | 4     |
| 2002                | Suwon Samsung Bluewings | K-League            | 26    | 2     |
| 2003                | Suwon Samsung Bluewings | K-League            | 31    | 0     |
| 2004                | Suwon Samsung Bluewings | K-League            | 31    | 1     |
| 2005                | Suwon Samsung Bluewings | K-League            | 26    | 1     |
| 2006                | Suwon Samsung Bluewings | K-League            | 15    | 0     |
| País                | Corea del Sur           | Corea del Sur       | 292   | 44    |
| País                | Japón                   | Japón               | 5     | 1     |
| Total               | Total                   | Total               | 297   | 45    |

#### Selección nacional
Fuente:
| Selección de Corea del Sur | Selección de Corea del Sur | Selección de Corea del Sur |
| Año                        | Part.                      | Goles                      |
| -------------------------- | -------------------------- | -------------------------- |
| 1996                       | 2                          | 0                          |
| 1997                       | 15                         | 5                          |
| 1998                       | 3                          | 0                          |
| Total                      | 20                         | 5                          |

##### Goles internacionales
| No | Fecha               | Sede                   | Oponente      | Gol     | Resultado | Competición                                          |
| -- | ------------------- | ---------------------- | ------------- | ------- | --------- | ---------------------------------------------------- |
| 1. | 25 de enero de 1997 | Sídney, Australia      | Nueva Zelanda | 1 gol   | 3-1       | Torneo Opus 1997                                     |
| 2. | 23 de abril de 1997 | Pekín, China           | China         | 2 goles | 2-0       | Partido Anual Corea-China                            |
| 3. | 23 de abril de 1997 | Pekín, China           | China         | 2 goles | 2-0       | Partido Anual Corea-China                            |
| 4. | 28 de mayo de 1997  | Daejeon, Corea del Sur | Hong Kong     | 1 gol   | 4-0       | Eliminatorias para la Copa Mundial de Fútbol de 1998 |
| 5. | 12 de junio de 1997 | Seúl, Corea del Sur    | Egipto        | 1 gol   | 3-1       | Copa de Corea 1997                                   |

## Palmarés

### Como futbolista

#### Títulos nacionales
| Título                   | Club                    | País          | Año   |
| ------------------------ | ----------------------- | ------------- | ----- |
| K League 1               | Suwon Samsung Bluewings | Corea del Sur | 1998  |
| Supercopa de Corea       | Suwon Samsung Bluewings | Corea del Sur | 1999  |
| Copa de la Liga de Corea | Suwon Samsung Bluewings | Corea del Sur | 1999  |
| K League 1               | Suwon Samsung Bluewings | Corea del Sur | 1999  |
| Copa de la Liga de Corea | Suwon Samsung Bluewings | Corea del Sur | 1999s |
| Supercopa de Corea       | Suwon Samsung Bluewings | Corea del Sur | 2000  |
| Copa de la Liga de Corea | Suwon Samsung Bluewings | Corea del Sur | 2000  |
| Copa de la Liga de Corea | Suwon Samsung Bluewings | Corea del Sur | 2001  |
| Korean FA Cup            | Suwon Samsung Bluewings | Corea del Sur | 2002  |
| K League 1               | Suwon Samsung Bluewings | Corea del Sur | 2004  |
| Supercopa de Corea       | Suwon Samsung Bluewings | Corea del Sur | 2005  |
| Copa de la Liga de Corea | Suwon Samsung Bluewings | Corea del Sur | 2005  |

#### Títulos internacionales
| Título                        | Club                    | Sede     | Año  |
| ----------------------------- | ----------------------- | -------- | ---- |
| Campeonato Asiático de Clubes | Suwon Samsung Bluewings | Suwon    | 2001 |
| Supercopa de la AFC           | Suwon Samsung Bluewings | Yeda     | 2001 |
| Campeonato Asiático de Clubes | Suwon Samsung Bluewings | Teherán  | 2002 |
| Supercopa de la AFC           | Suwon Samsung Bluewings | Riad     | 2002 |
| Copa de Campeones A3          | Suwon Samsung Bluewings | Seogwipo | 2005 |

(*) Incluyendo la Selección

#### Distinciones individuales
| Distinción               | Año  |
| ------------------------ | ---- |
| Premio al Novato del Año | 1996 |